# Тела (Гондурас)
Тела (исп. Tela) — город и муниципалитет в северной части Гондураса, на территории департамента Атлантида.

## История
Город был основан 3 мая 1524 года испанским конкистадором Кристобалем де Олид близ туземного города Теуакан. Изначально, сам Олид назвал город Триунфо-де-ла-Крус, в честь соответствующего католического праздника, отмечавшегося в день основания.

## Географическое положение
Город расположен в северо-западной части департамента, на берегу Карибского моря, на расстоянии 231 км от столицы страны, города Тегусигальпа. Высота центра города — 2 метра над уровнем моря. С запада граничит с национальным парком Жанетт-Кауас.

## Население
По данным на 2013 год численность населения составляет 37 282 человека.
Динамика численности населения города по годам:
| 1974   | 1988   | 2001   | 2013   |
| ------ | ------ | ------ | ------ |
| 19 055 | 23 303 | 27 990 | 37 282 |